# Eburia perezi
Eburia perezi là một loài bọ cánh cứng trong họ Cerambycidae.